# Sardegna megalitica
La voce Sardegna megalitica tratta il fenomeno del Megalitismo che ha coinvolto l'Isola a partire dal Neolitico fino all'epoca nuragica.
A questo enigmatico fenomeno architettonico vengono attribuite le imponenti strutture in pietra quali Stonehenge e i nuraghi, entrambi monumenti entrati a far parte del patrimonio culturale europeo e mondiale. Benché tale fenomeno abbracci tutto il Pianeta, la concentrazione maggiore delle strutture megalitiche si hanno nell'Europa atlantica e in tutto il bacino del Mediterraneo.
Per via della capillare diffusione e della grande varietà che ebbero in Sardegna queste costruzioni, le culture prenuragiche e la successiva civiltà nuragica, vengono considerate fra le più importanti culture megalitiche mai esistite. Il territorio isolano ospita infatti un gran numero di monoliti, sia isolati che in allineamenti rettilinei o anche in circolo, utilizzati dagli antichi Sardi sia per un uso singolarmente monumentale, come i menhir, sia per svariate tipologie di costruzioni definite - appunto - di tecnica megalitica.
L'ignota tecnologia usata per il taglio dei monoliti, la costruzione dei monumenti stessi e il loro significato spirituale resta ancora un enigma, come il misterioso e imponente altare megalitico di Monte d'Accoddi, nella Sardegna settentrionale, considerato un luogo di culto unico nel suo genere nel panorama del megalitismo.

## Origine
Le prime avvisaglie del fenomeno del Megalitismo in Sardegna sono riferibili al Neolitico medio-recente, conosciuto anche come proto-megalitismo; le ricerche fatte dagli studiosi dimostrano come esso sia strettamente legato al megalitismo dell'area pirenaica

## Architetture megalitiche
Di seguito sono elencati i vari tipi di architettura megalitica presenti sul territorio isolano:

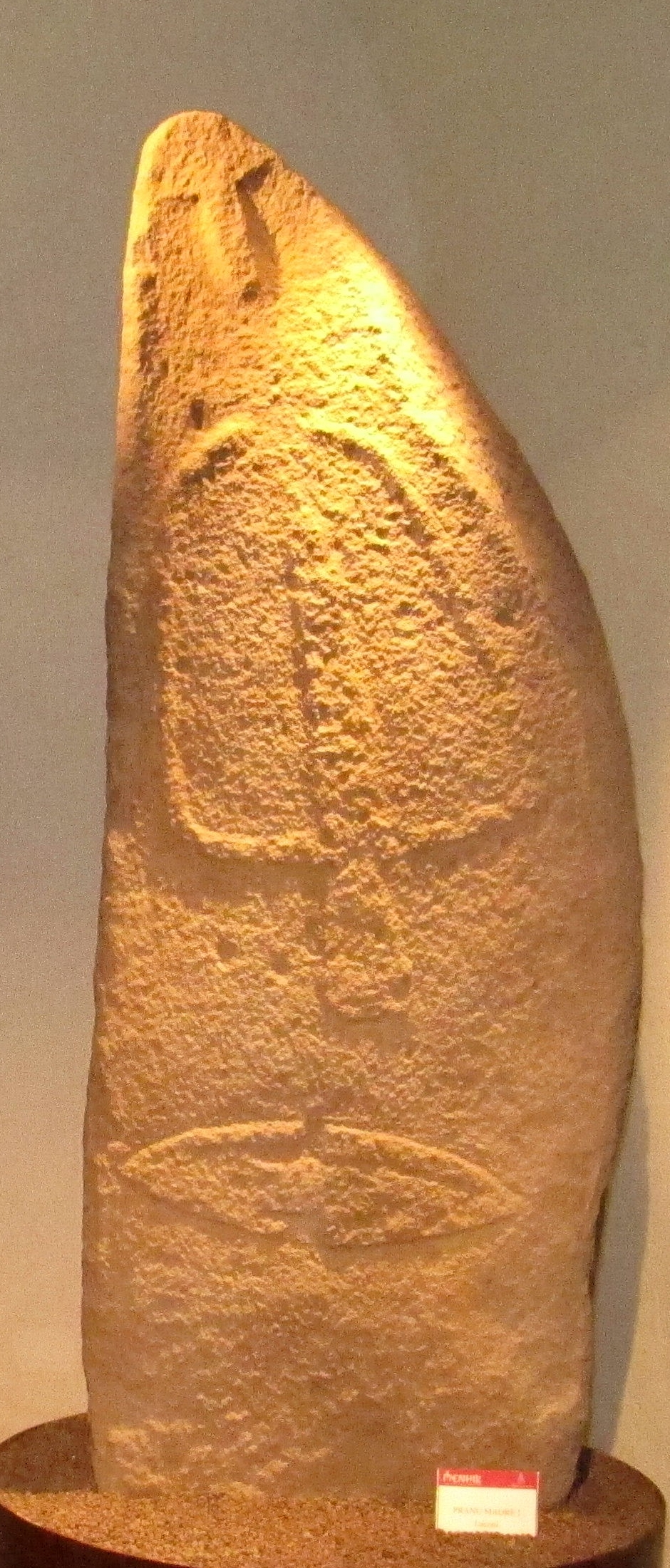
Laconi, statua menhir con l'enigmatico simbolo del capovolto. Secondo gli studiosi tale simbologia rappresenta un'immagine antropomorfa con la testa rivolta verso il basso: indicherebbe il viaggio del defunto verso l'aldilà.

### Menhir
Le popolazioni prenuragiche disseminarono il territorio isolano di is perdas fittas (in italiano "le pietre fitte"), nome con il quale in lingua sarda vengono chiamati quei monoliti altrove conosciuti come menhir (dal bretone men e hir ossia "lunga pietra").
Si trovano disposti in allineamenti rettilinei, talvolta in forma circolare, spesso anche isolati, sempre con funzione sacrale, e trovano confronti con altre manifestazioni del megalitismo europeo in particolare con quello inglese e francese.
Di difficile datazione e di chiara simbologia fallica, molti di essi sono privi di incisioni, ossia aniconici, ma in alcune località, come a Laconi, furono decorati e scolpiti con veri e propri corredi di armi e con singolari rilievi del volto a forma di T, ossia con un unico disegno a descrivere naso e sopracciglia, senza occhi né bocca.
Lo studioso Enrico Atzeni divide i menhir sardi in tre categorie sulla base di specifici attributi figurativi:
- menhir protoantropomorfi, di forma ogivale e a faccia piana, modellati con accurata fine martellinatura;
- menhir antropomorfi, con primi elementari tratteggi del viso;
- statue-menhir, quelli con schematici rilievi del volto a T, con naso e sopracciglia in un unico blocco.[3]

I menhir sono sempre riferiti al periodo prenuragico di cui costituiscono una eloquente testimonianza, e - secondo lo studioso Enrico Atzeni - documentano il complesso sistema etico-religioso esistente durante l'evoluzione economica caratterizzata dalla metallurgia del rame, con il sopravvento nelle società isolane di nuove gerarchie sociali a sfondo ideologico patriarcale, rappresentando is perdas fittas, figure di divinità maschili e femminili, forse di antenati, capi, eroi e guerrieri o altri mitici personaggi di rango.

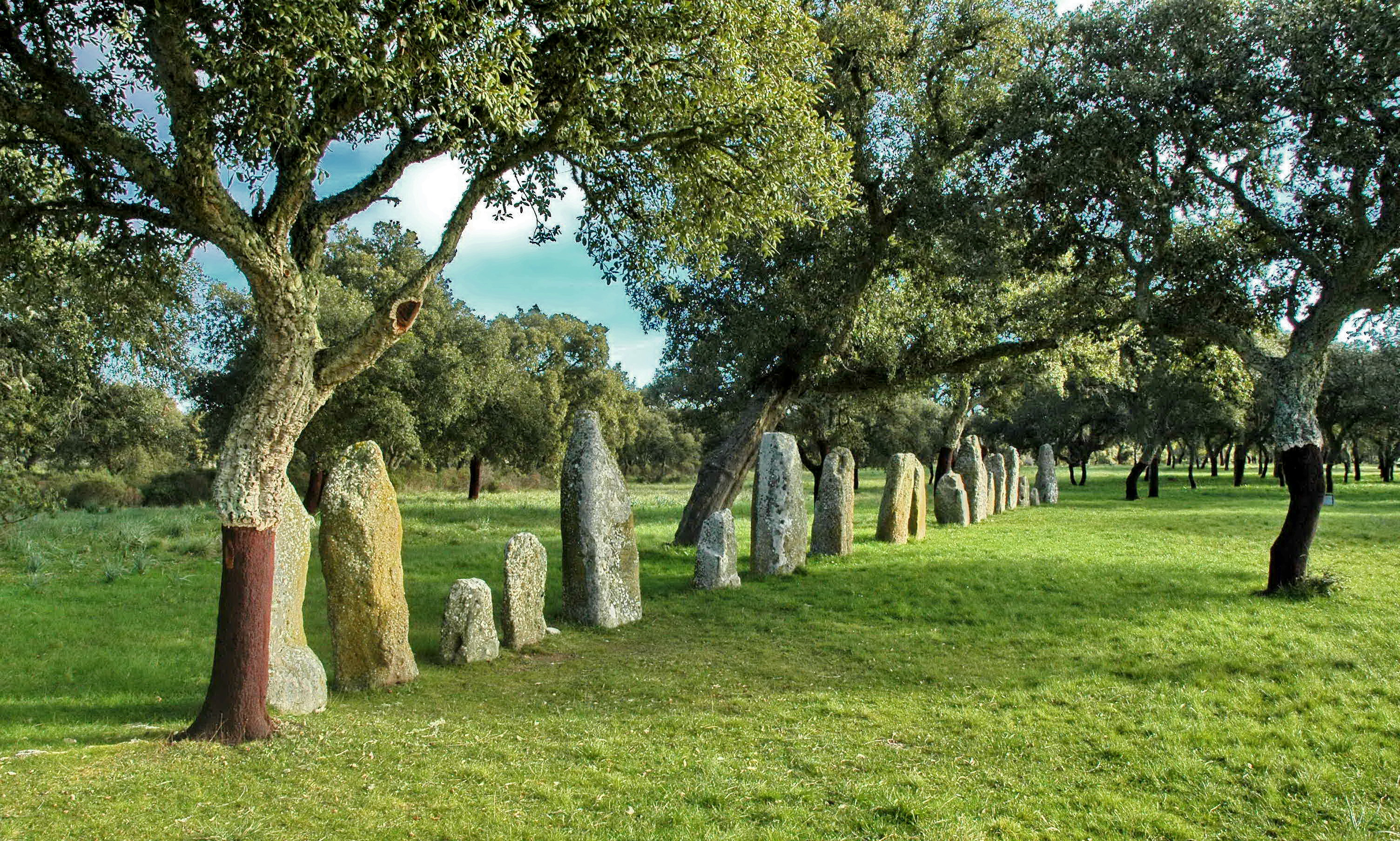
Goni (CA), allineamento di menhir a Pranu Muttedu.

Sovente vengono confusi con i betili, che però hanno forma ogivale o tronco-conica: anche se talvolta associati al periodo prenuragico, questi sono comunemente attribuiti all'età nuragica. La loro funzione sacrale continuò ad esistere nelle comunità isolane non solo in epoca nuragica, ma anche in quella romana e bizantina, costituendo successivamente un vero ostacolo alla cristianizzazione dell'interno dell'Isola, tanto da indurre papa Gregorio Magno, nel VI secolo d.C., ad una aperta denuncia dei Sardi di Ospitone, adoratori di ligna autem et lapides (legni e pietre), invitandoli ad abbattere i loro idoli. I ritrovamenti di duecento menhir protoantropomorfi avvenuti nel 2006 a Sorgono, nella regione storica della Barbagia del Mandrolisai, in località Biru 'e Concas, in maggior parte abbattuti ma molti ancora allineati, riportano indietro a quelle massicce distruzioni,; l'ultimo ritrovamento - tuttavia -  è stato quello di Cuccuru 'e Lai, nel 2011 a Samugheo, sempre nel Mandrolisai, dove i menhir ritrovati incastrati in un lungo muro a secco sono stati un centinaio frammentati in circa trecento pezzi.

#### Cromlech
I circoli megalitici conosciuti anche come stone circle nel mondo anglosassone o cromlech in quello francofono, sono presenti in Sardegna nel periodo prenuragico in varie parti del territorio.
Quello di Is Cirquittus, nel comune di Laconi, si suppone fosse un calendario per calcolare durante i solstizi il sorgere ed il tramontare del sole. La sua forma è ellittica con un diametro di 20 metri per 30, ed è formato da sette pietre di natura diversa, disposte ad anello e provenienti da distanze lontane. Il cromlech è affiancato da un allineamento di cinque menhir protoantropomorfi, tra i quali due alti due metri Altri grandi menhir si trovano nelle vicinanze e si suppone che nell'area esistesse una struttura megalitica molto più grande e complessa. Viene attribuito a genti di cultura Ozieri e Abealzu-Filigosa.
Grande interesse suscitano gli allineamenti di nuraghe is Scalas, in località Oliaspeciosa a Muravera  nel Sarrabus, con i suoi quarantatré menhir di altezza variabile da uno a due metri; le indagini effettuate sulla loro funzione riportano ad un calendario di pietra atto ad individuare i cicli stagionali, insieme al controllo giornaliero dell'alba e tramonto del sole e della luna. Anche quelli di Cuile Piras, situati nello stesso territorio ed in numero di cinquantatré, sempre con funzione calendariale, sono attribuiti a genti di cultura Ozieri, del Neolitico finale (3200-2800 a.C.).

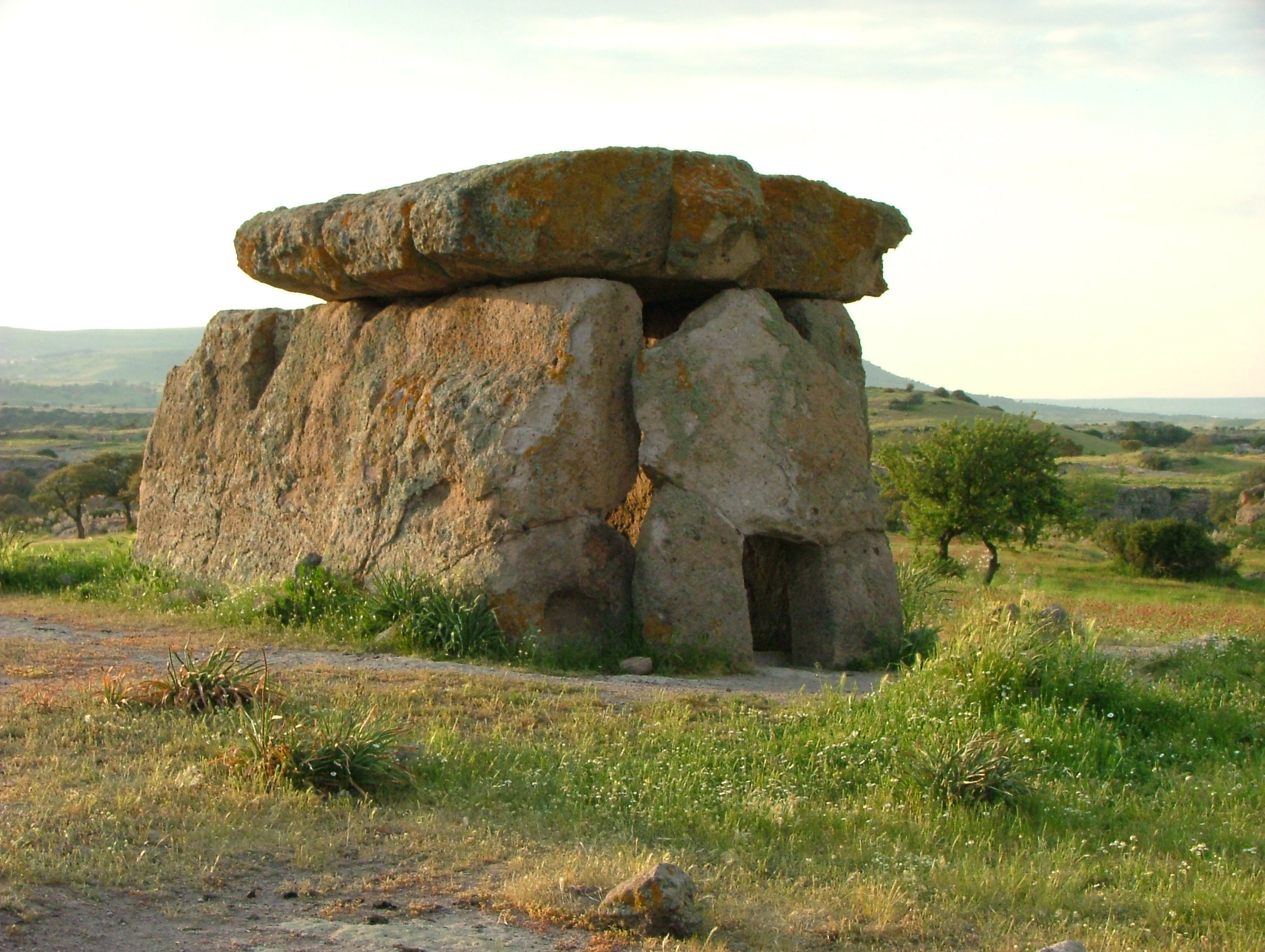
Mores, dolmen di Sa Coveccada - o - S'Accoveccada, uno dei dolmen più grandiosi del Mediterraneo..

### Dolmen
Un'altra importante espressione del megalitismo sardo sono i dolmen, caratteristiche tombe composte da una camera a pianta rettangolare o poligonale. La parola è di origine bretone e significa "tavola di pietra" probabilmente in riferimento alla tecnica usata per costruirli, ossia utilizzando tre (trilite) o più pietre verticali infisse nel terreno e unite poi tra loro da una sovrastante lastra orizzontale (tavola).
Queste importanti vestigia si trovano in notevole concentrazione nella parte centro-settentrionale dell'Isola, nei territori di Luras con strutture come quelle di Alzoledda, Ciuledda, Billella e Ladas, in quello di Mores con il dolmen di Sa Coveccada, di Macomer con Su Edrosu, ma ancora più numerosi si trovano nel territorio di Buddusò con undici strutture, in quello di Berchidda con tredici strutture. Sono presenti anche nella parte centro orientale, a Dorgali, con il dolmen di Motorra, uno dei quattordici censiti nel territorio.
I dolmen sono modelli strutturali presenti ovunque si diffuse il megalitismo; in Corsica e in Sicilia risalgono ad un periodo successivo a quelli presenti in Sardegna, confermando l'ipotesi di un passaggio sulle coste occidentali sicule, verso la seconda metà del III millennio a.C., di popolazioni depositarie di culture tipiche dell'occidente europeo (di seguito propagatesi in tutto il bacino del Mediterraneo).

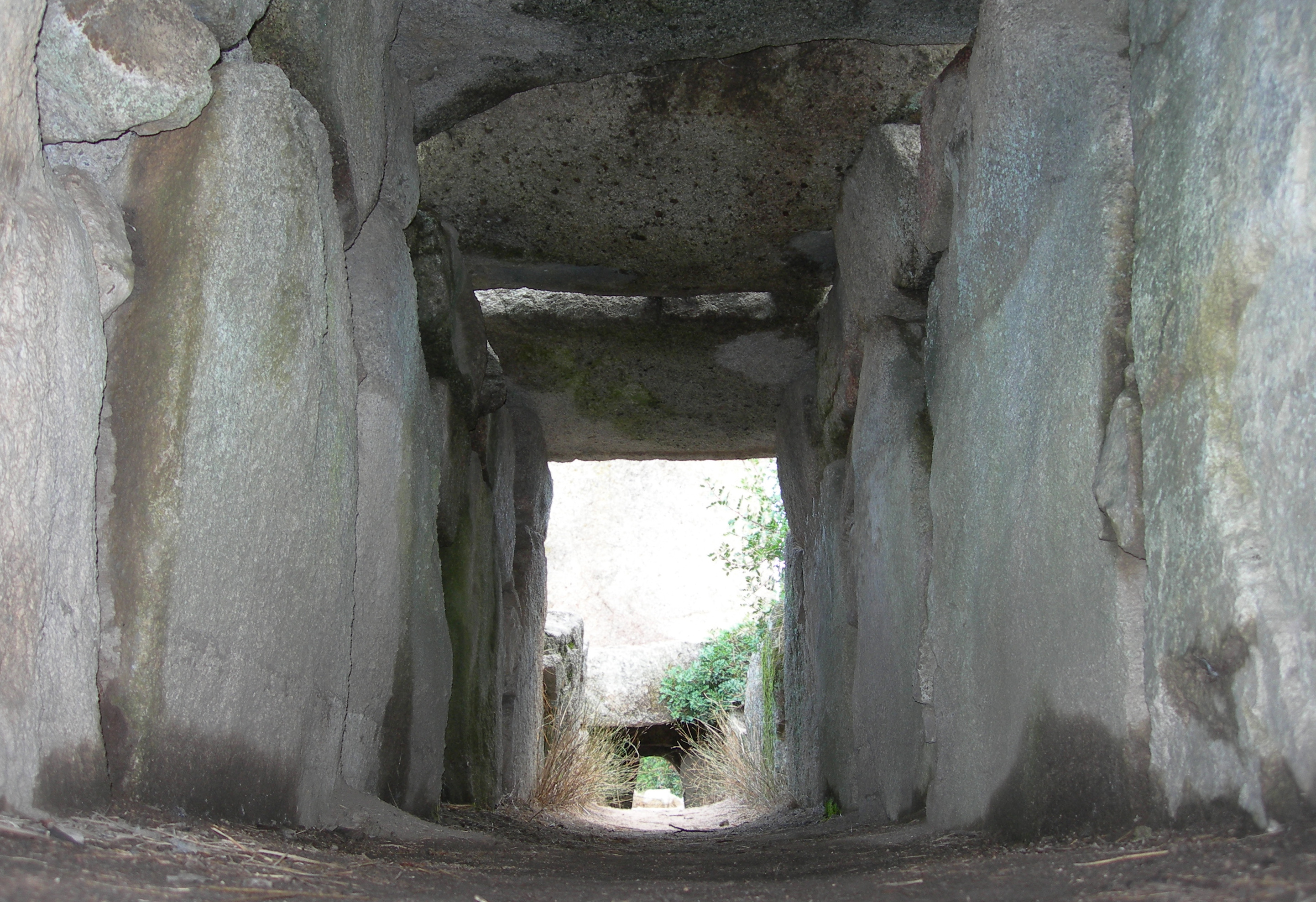
Dorgali, tomba dei giganti di S'Ena e Thomes: corridoio e copertura a piattabanda. Nell'età del bronzo i dolmen a galleria si evolsero nelle tombe dei giganti.

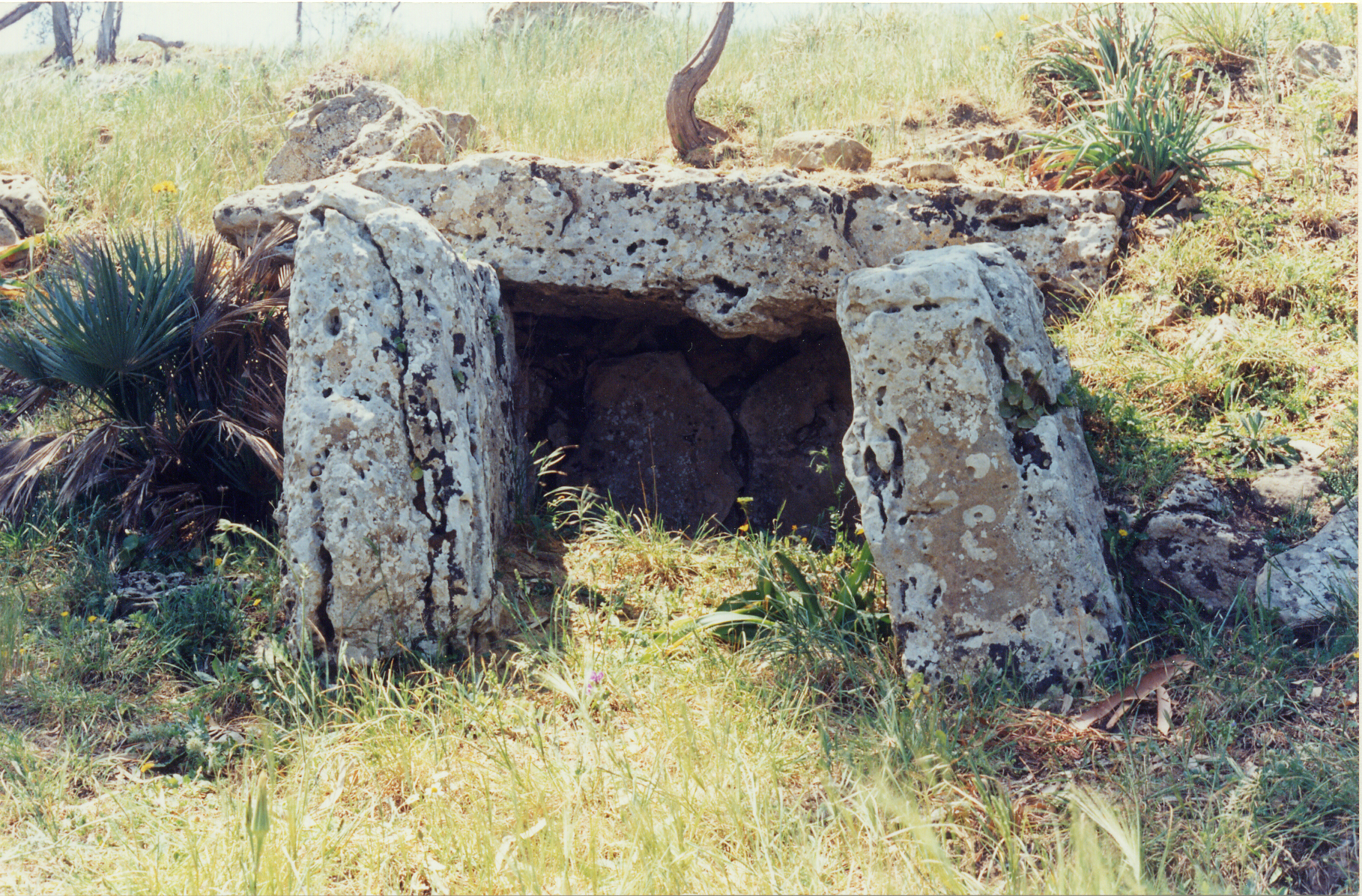
Il dolmen di Monte Bubbonia, in Sicilia.

#### Dolmen a galleria
Questi particolari monumenti (chiamati anche con il termine francese di allèes couvertes) sono delle costruzioni megalitiche composte da lunghe camere sepolcrali; sono state realizzate coprendo due file parallele di ortostati con grosse lastre di pietra, generalmente in granito, disposte a piattabanda.
Destinate alle sepolture collettive, venivano nascoste coprendole con terra e con pietre. Sull'isola se ne contano circa una ventina, una delle meglio conservata è sicuramente quella di Sa Corte Noa a Laconi, o quella di Sa Tanca 'e sa Marchesa in territorio di Birori.
Secondo gli studiosi questo tipo di costruzione avrebbe origini nella Francia pirenaica (forse la regione dell'Aude) da dove si diffuse anche in Sardegna.

### Tombe dei giganti

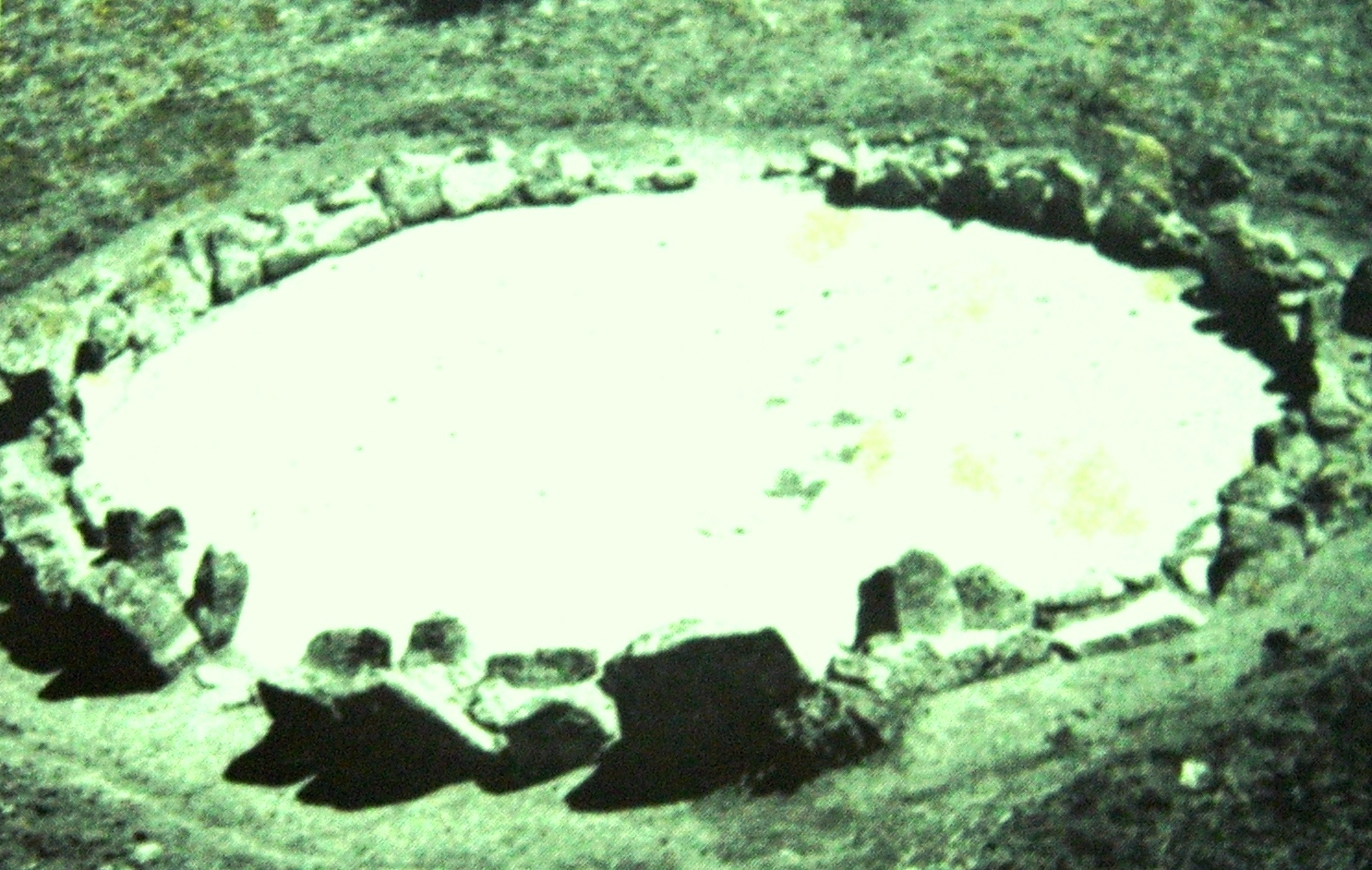
Necropoli di Li Muri- Arzachena - Uno dei circoli megalitici in una foto degli anni 50 nella quale ancora si potevano notare le scanalature dove venivano deposti i cadaveri per la scarnificazione.

### Circoli dolmenici
Chiamati anche tombe a circolo, questi particolari complessi megalitici sono strutture nelle quali il defunto (o i defunti) venivano sistemati all'interno di anelli litici costituiti da pietre infitte verticalmente nel terreno con al centro una cassetta litica di forma quadrangolare.
Nel territorio di Arzachena, in località Li Muri, si trova il complesso meglio conservato, composto nell'insieme da cinque tombe. Quattro di queste sono composte da un dolmen circondato da anelli di pietre il cui diametro varia dagli 8,5 metri ai 5,3 metri. Originariamente un tumulo di terra e pietrame le ricopriva interamente dando loro la forma di una piccola collina. Il dolmen posto al centro era del tipo a cista litica o cassone, coperto da una lastra di pietra che in nessuna tomba si è conservata. Accanto all'anello litico esterno è stato rinvenuto un menhir, mentre internamente al circolo sono stati rinvenuti due menhir protoantropomorfi e resti di ocra rossa, colore con il quale venivano dipinti i defunti, insieme a resti di ossa umane.
Non si conoscono gli antichi rituali di sepoltura ma si suppone che i circoli dolmenici siano stati utilizzati per sepolture singole o collettive di corpi scarnificati. La quinta tomba del complesso megalitico è mancante della cella dolmenica e - secondo l'interpretazione dell'archeologo Giovanni Lilliu - quel circolo funerario-rituale veniva utilizzato per la scarnificazione dei cadaveri deposti lungo le pietre scanalate che costituivano la sua circonferenza e lasciati al sole per un lungo periodo. Successivamente le ossa venivano raccolte e riposte nelle cassetta al centro dei circoli.
Altri esempio di tombe a circolo, anche più monumentali e con un diametro di 19 metri, come quella di Su corazzu de is Pillois, si trovano in territorio di Guspini. In Gallura, oltre a Li Muri, si trovano a Luogosanto (La Macciunitta, Li Casalini).

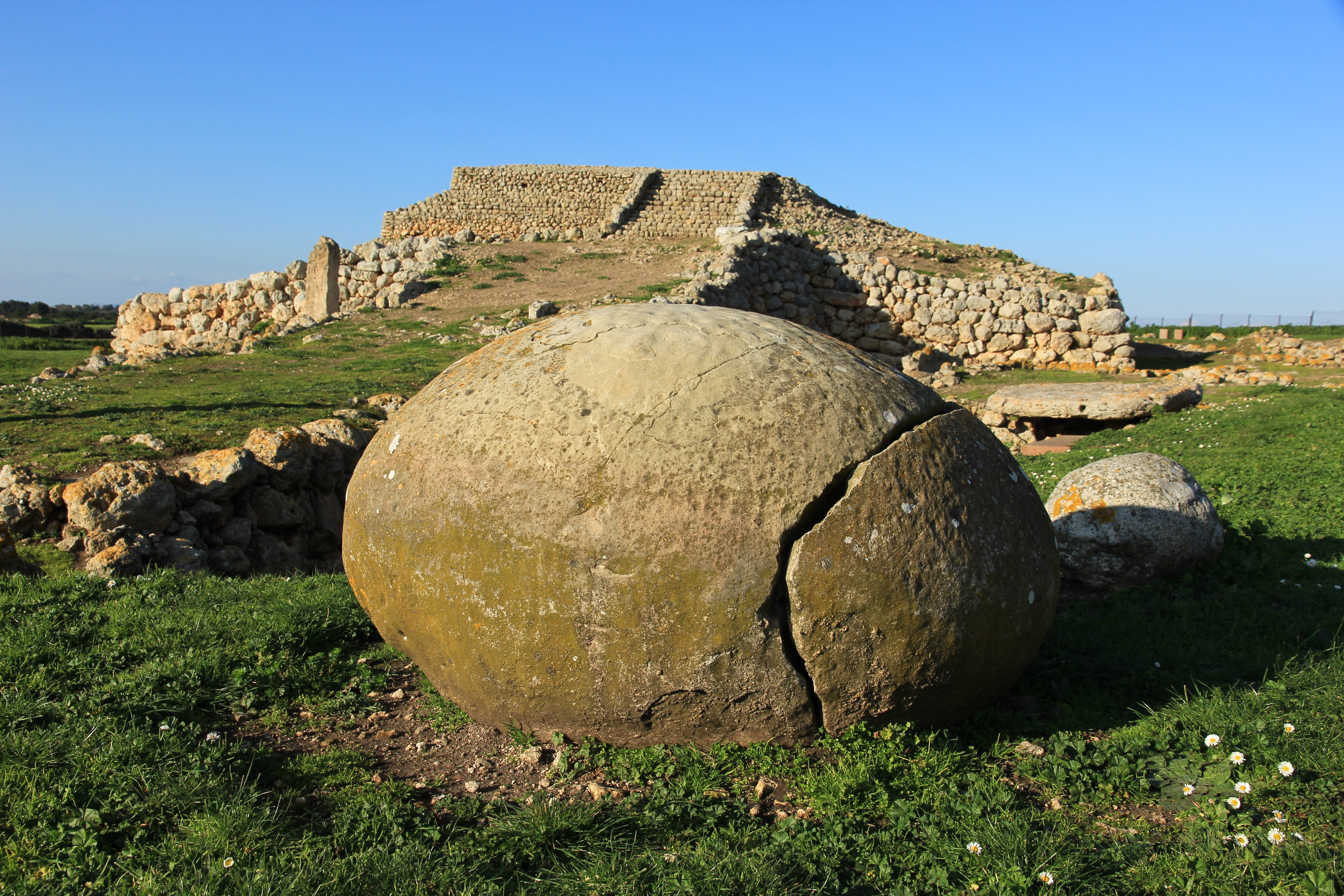
Sassari, altare megalitico di monte d'Accoddi

### Altari megalitici
Tra Sassari e Porto Torres si trova un vasto e singolare complesso megalitico che non trova analoghi riscontri in Europa. Si tratta del santuario preistorico di Monte d'Accoddi che comprende nel suo insieme due altari, un villaggio e una necropoli ipogeica, occupando una superficie complessiva di 2513 metri quadrati e sviluppando un volume di 7590 metri cubi. Questa complessa costruzione megalitica - secondo gli studiosi - è qualcosa di simile a quello che in ambito mesopotamico viene definito altare a terrazzo o ziggurat.
Gli scavi archeologici effettuati negli anni cinquanta del secolo scorso hanno riportato alla luce questa imponente struttura nella quale su un impianto più arcaico di forma tronco-piramidale già dotato di rampa di accesso trapezoidale senza gradini chiamato Tempio A, gli architetti megalitici hanno successivamente costruito un altro altare che inglobava in sé quello precedente, dandogli la stessa forma, rifasciandolo con lunghe muraglie di contenimento in blocchi di calcare, dotandolo di rampa di accesso gradinata e costruendo nella sua sommità un edificio tempio. La prima struttura venne edificata da genti di cultura di Ozieri mentre quella successiva venne eretto da genti di cultura di Abealzu-Filigosa.
Entrambi altari sono ritenuti dei monumenti sconosciuti nel panorama del megalitismo occidentale e - secondo gli studiosi - gli unici confronti possibili portano ad Oriente, sia nell'antico Egitto con le mastabe e la piramide a gradoni di Saqqara, sia in Mesopotamia con le sue ziggurat. Questi confronti non sono indicativi di contatti diretti per quell'epoca tra l'area sarda e l'Oriente perché non ancora provati anche se - come avveniva nelle ziggurat mesopotamiche - anche la piramide tronca di Monte d'Accoddi era destinata alle feste sacre legate al ciclo vegetativo agrario e ai riti propiziatori della fertilità per uomini e animali. Secondo l'interpretazione dell'archeologo Giovanni Lilliu, sull'alto dello ziggurat il dio Sole scendeva a giacersi con la Dea madre, immagine terrena della fertilità agraria e umana.

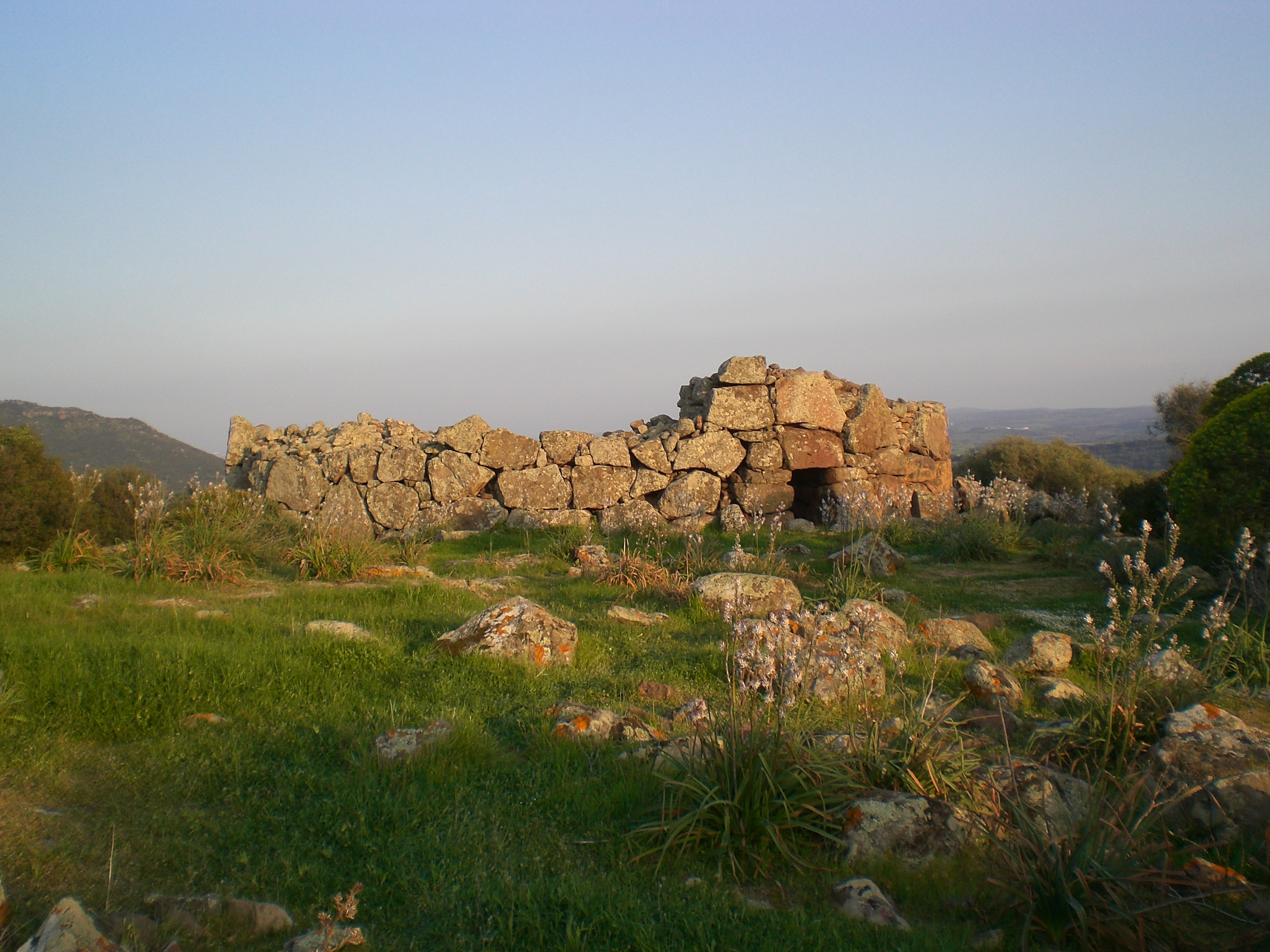
Olmedo, complesso prenuragico di Monte Baranta

### Muraglie megalitiche
Il passaggio dal Neolitico finale all'Eneolitico fu causa - secondo i ricercatori - di forte conflittualità tra le comunità prenuragiche dovuta probabilmente alla scoperta e diffusione dei metalli. Secondo queste ipotesi la costruzione delle muraglie megalitiche furono una risposta alla crescente domanda di sicurezza delle popolazioni civili e il fenomeno non interessò esclusivamente la Sardegna ma era diffuso in tutto il Mediterraneo e la parte atlantica dell'Europa. Queste poderose opere - infatti - vengono confrontate con quelle dei contemporanei villaggi fortificati del sud della Francia e le fortificazioni della penisola iberica (Los Millares, Zambujal).
Gli esempi più significativi in Sardegna sono la muraglia megalitica di Monte Ossoni in territorio di Castelsardo e quella di Monte Baranta situato su un pianoro dominante la valle del Cuga e la Nurra algherese, nel comune di Olmedo: quest'ultima è ritenuta dagli studiosi tra le più imponenti in Europa. Le ricerche effettuate su questa importante struttura durante gli scavi che la interessarono nel 1979, hanno evidenziato come un diffuso stato di insicurezza abbia spinto genti di cultura Monte Claro a stabilirsi in alture per meglio difendersi, integrando le difese naturali del posto con la costruzione di due poderose strutture atte a sbarrare il passo ad eventuali aggressori. Queste opere difensive abbracciavano ampi spazi in modo da poter difendere - nel contempo - sia l'abitato di capanne che la zona cultuale dell'area sacra.
Continuando la tradizione dei menhir e dei circoli megalitici delle genti di cultura Ozieri, quelle di cultura Monte Claro individuarono e fortificarono precise aree poste in altura per meglio controllare strategicamente il territorio sottostante, queste azioni sembrano preludere a soluzioni architettoniche che più tardi nel Bronzo antico saranno proprie dei primi protonuraghi e successivamente ancora delle imponenti strutture polivalenti del periodo nuragico.

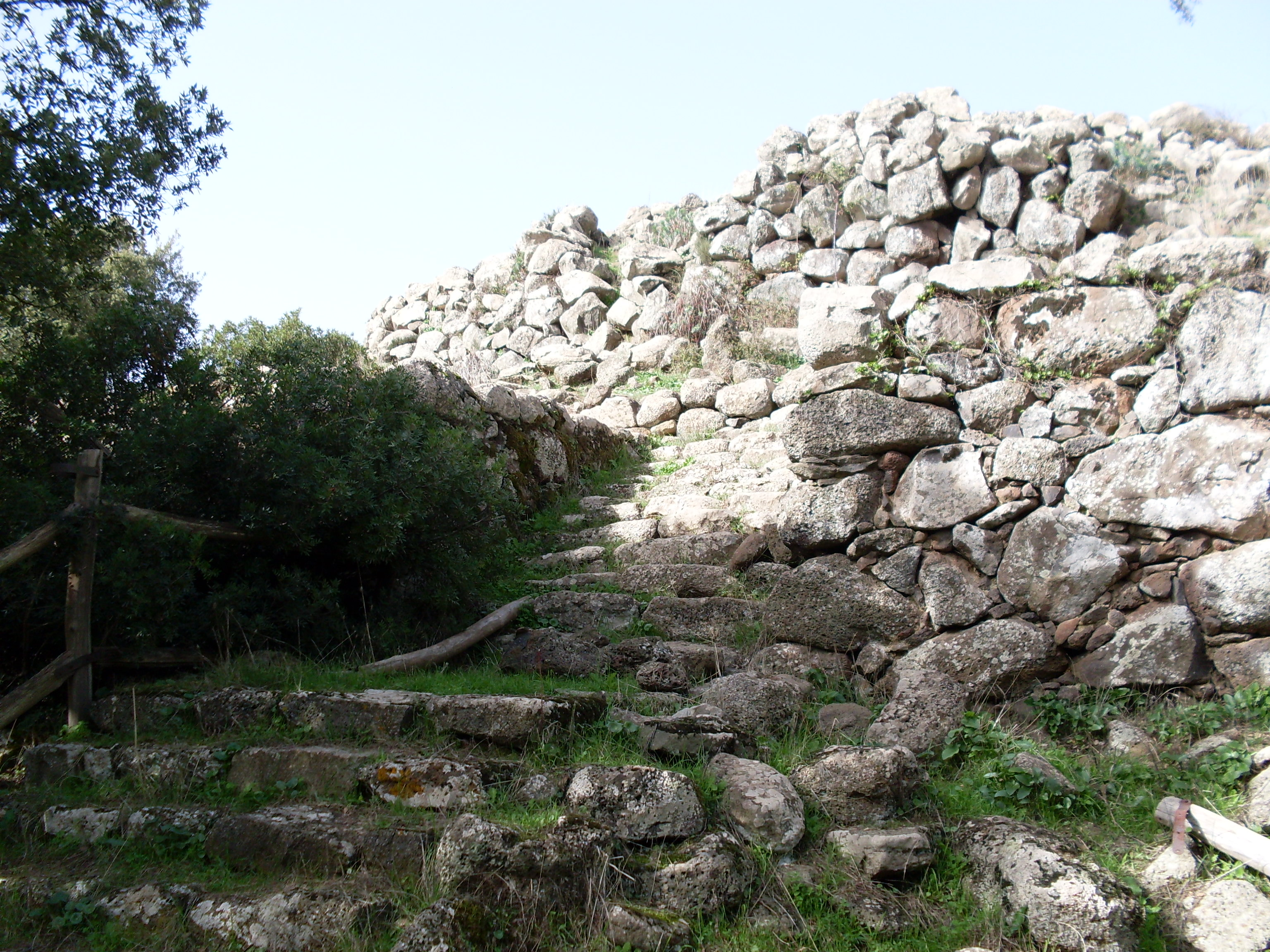
Gesturi (CA), particolare del protonuraghe Brunku Madagui.

### Protonuraghi
Chiamati anche "pseudonuraghi" e "nuraghi a corridoio", queste costruzioni megalitiche ammontano sull'Isola a circa trecento monumenti.
Principalmente di planimetria definita dai nuragologi di tipo "reniforme" (cioè che riprende i classici contorni di un rene), ma anche di forma che ricalca quella di una nave rovesciata, non superavano l'altezza di dieci metri (al contrario dei nuraghi alti più di venti metri). Le costruzioni megalitiche dei protonuraghi hanno preceduto di molti secoli l'affermazione dell'architettura nuragica classica.
Contrariamente ai nuraghi, non presentano al loro interno le camere a tholos. I muri perimetrali molto spessi racchiudono infatti nicchie aperte su un ampio corridoio, la loro vera caratteristica architettonica. Le camere a corridoio erano coperte da lastre di pietra disposte orizzontalmente e un terrazzo-tetto copriva tutta l'estensione del monumento.
Esempio di questa tipologia costruttiva è il protonuraghe Brunku Madagui sito nella Giara di Gesturi e la cui datazione, ottenuta con il Metodo del carbonio-14 sull'analisi di resti di sughero rinvenuti in stratigrafia, indica circa il 1820 a.C.

### Nuraghi

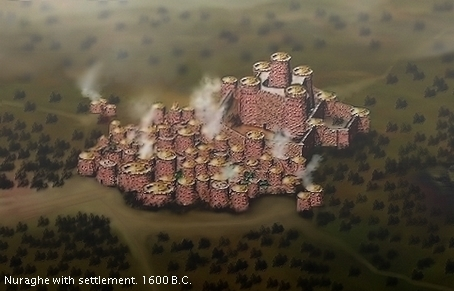
Ricostruzione grafica di un nuraghe polilobato con annesso villaggio

#### Castelli nuragici
Le costruzioni megalitiche formate da nuraghi polilobati, conosciute anche come fortezze nuragiche, castelli nuragici o regge nuragiche, iniziarono ad apparire sull'isola nel Bronzo recente. Al modello base del nuraghe monotorre gli architetti nuragici addossarono altre torri minori unendole tra loro con cortine murarie. Edificarono in questo modo insiemi architettonici di dimensioni talvolta colossali, dominati da un mastio centrale circondato da un numero svariato di torri, come nel complesso nuragico di Arrubiu dove di torri se ne contavano fino a ventuno, ed era il risultato di un disegno unitario che comprendeva sia il mastio che i bastioni pentagonali, il tutto costruito nella medesima fase nel XIV secolo a.C.
I nuraghi polilobati raggiungevano altezze che superavano i venticinque metri; dopo i monumenti egizi erano le costruzioni preistoriche più alte allora conosciute nel bacino del Mediterraneo. Gli esempi più noti sono quelli di:
- Su Nuraxi a Barumini (CA);
- Santu Antine a Torralba (SS);
- Arrubiu nel comune di Orroli (CA).